# Hendrik Wielinga
Hendrik Wielinga (Sneek, 3 november 1911 - Apeldoorn, 24 augustus 1984) was een Nederlandse burgemeester. Hij was lid van de PvdA.
Hendrik Wielinga studeerde Indologie te Leiden en vervulde tussen 1934 en 1950 functies in Nederlands-Indië. Tijdens de Tweede Wereldoorlog werd hij opgesloten in een concentratiekamp in de omgeving van Bandoeng.
Hendrik Wielinga werd op 16 december 1950 benoemd tot burgemeester van Terschelling tot 16 mei 1955. Hij vervulde daarna een functie op de Ministerie van Onderwijs, Kunsten en Wetenschappen. Op 1 augustus 1959 volgde een benoeming als burgemeester van Zaltbommel. Per 1 januari 1968 werd hij benoemd tot burgemeester van Brummen tot 1 december 1976.
Wieling overleed op 72-jarige leeftijd. Hij was getrouwd en had twee kinderen. Wielinga was tevens Ridder in de Orde van Oranje-Nassau.